# Amtmænd i Rogaland
Listen over amtmænd i Rogaland omfatter også amtmænd i Stavanger Amt. Begreberne fylke og fylkesmann erstattede amt og amtmand d. 1. januar 1919.
Embedet har sæde i Stavanger.
Denne liste er ufuldstændig; hjælp gerne med at udfylde den.
| Amtsmænd i Rogaland | Amtsmænd i Rogaland | Amtsmænd i Rogaland               | Amtsmænd i Rogaland | Amtsmænd i Rogaland |
| Start               | Slut                | Amtmand i Stavanger amt           | Født                | Død                 |
| ------------------- | ------------------- | --------------------------------- | ------------------- | ------------------- |
| 1671                | 1673                | Henrik Below                      |                     |                     |
| 1673                | 1683                | Ludvig Rosenkrantz                |                     |                     |
| 1683                | 1687                | Daniel Danielsen Knoff            |                     |                     |
| 1687                | 1700                | Christian Frederik Powisch        |                     |                     |
| 1700                | 1710                | Edvard Hammond                    |                     |                     |
| 1710                | 1714                | Ulrik Christian Mese              |                     |                     |
| 1714                | 1726                | Hans Nobel d.y.                   |                     |                     |
| 1726                | 1746                | Bendix Christian Fine             |                     |                     |
| 1746                | 1761                | Henrik Wilhelm Tillisch           |                     |                     |
| 1762                | 1768                | Henrik Lachmann                   |                     |                     |
| 1768                | 1772                | Gunder Hammer                     |                     |                     |
| 1772                | 1781                | Wilhelm Mathias Skeel             |                     |                     |
| 1781                | 1785                | Peter Frederik Ulrik Benzon       |                     |                     |
| 1785                | 1799                | Frederik Otto Scheel              |                     |                     |
| 1799                | 1810                | Ulrich Wilhelm Koren              |                     |                     |
| 1810                | 1812                | Oluf Schouboe                     |                     |                     |
| 1812                | 1814                | Ulrik Fredrik Anton de Schouboe   |                     |                     |
| 1814                | 1824                | Wilhelm Frimann Krog              | 1767                | 1825                |
| 1825                | 1826                | Jens Erichstrup                   | 1775                | 1826                |
| 1826                | 1828                | Peder Martinius Ottesen           | 1782                | 1852                |
| 1829                | 1833                | Christian Ulrik Kastrup           | 1784                | 1850                |
| 1833                | 1853                | Gunder Aas                        | 1785                | 1853                |
| 1853                | 1863                | Anton Theodor Harris              | 1804                | 1866                |
| 1864                | 1888                | Vilhelm Hermann Ludvig von Munthe | 1814                | 1888                |
| 1889                | 1910                | Carl Lauritz Mechelborg Oppen     | 1830                | 1914                |
| 1910                | 1918                | Thorvald Andreas Larsen           | 1863                | –                   |
|                     |                     | Amtsmænd i Rogaland               |                     |                     |
| 1919                | 1932                | Thorvald Andreas Larsen           | 1863                | –                   |
| 1932                | 1941                | John Norem                        | 1888                | 1976                |
| 1945                | 1958                | John Norem                        | 1888                | 1976                |
| 1959                | 1968                | Paul Ingolf Ingebretsen           | 1904                | 1968                |
| 1968                | 1973                | Gunnar Hellesen                   | 1913                | 2005                |
| 1973                | 1982                | Konrad Birger Knutsen             | 1925                | 2012                |
| 1982                | 1991                | Kristin Lønningdal                | 1923                | 2010                |
| 1991                | 1993                | Harald Torfinn Thune (fungerende) | 1952                | –                   |
| 1991                | –                   | Tora Aasland                      | 1942                | –                   |
| 2007                | –                   | Harald Torfinn Thune (fungerende) | 1952                | –                   |